# Web-Weaver
Web-Weaver es un superhéroe ficticio que aparece en los cómics estadounidenses publicados por Marvel Comics. Es la primera versión de Spider-Man en ser abiertamente gay.

## Historial de publicación
El personaje apareció por primera vez en Edge of Spider-Verse (Vol. 2) #5 y fue creado por Steve Foxe y Kei Zama, y diseñado por Kris Anka.

## Biografía ficticia

### Origen
Cuando Cooper iba al instituto estaba enamorado enamorado en secreto de su compañero de clase Peter Parker. Un día una araña radioactiva atacó el laboratorio de ciencias de su instituto, y Cooper se interpuso para evitar que dañara a Peter. Esto provocó que fuese él a quien picara la araña, otorgándole superpoderes arácnidos que posteriormente aprovechó para ser un superhéroe.
Posteriormente, debido a su sexualidad, sus padres le echaron de casa y le dejaron en la calle, por lo que Cooper se fue a vivir con su tía Laurie y su esposa Mel.
Cooper estudió diseño de moda, lo que le llevó a trabajar para Janet Van Dyne y a usar sus nuevas habilidades adquiridas para crear el mismo su traje de superhéroe, combinando trajes más tradicionales de superhéroes y moda.
En un día como otro en su carrera como superhéroe ayudó a una versión masculina de la superheroína Silk a detener a un grupo de matones que atracaban una tienda. En esta situación se demostró que había una muy fuerte tensión romántica entre ambos, y que Cooper aún desconocía la identidad secreta de Silk.
Al día siguiente, durante el nuevo desfile de Janet Van Dyne, Camaleón secuestró a Janet y a Millie, provocando posteriormente el caos en el desfile. Esto llevó a que Silvija Sablinova y Jean-Paul Beaubier tuviesen que huir del desfile junto al resto del desfile, y Cooper tuviese que hacerle frente.

### Edge of Spider-Verse
Web-Weaver fue reclutado por Zarina Zahari (Spider-UK) para hacer frente a una nueva amenaza que estaba infectando a personas con poderes arácnidos por todo el multiverso, así como para hacerle un nuevo traje a la heroína Anya Corazón.
Cole se unió al nuevo equipo de héroes reclutados para combatir a los arácnidos infectados, colaborando con héroes como Peter Parker y Miles Morales, e incluso con el villano Morlun. Rápidamente forjó una amistad con Spinstress, una de sus compañeras.
Cuando Morlun fue a atacar a Spider-Man Noir, quien estaba infectado por las avispas, Cooper se unió a Petra, Sun-Spider y Silk para detenerle y evitar que matase a nadie. Sin embargo, estos perdieron la batalla y Petra fue infectada por las avispas, lo que ocasionó que esta huyera junto con las demás.
Por petición de Anya, Cooper hizo trajes a varios de los miembros del equipo con el fin de intentar colarse en la base de Shathra, plan que sin embargo fracasó, lo que llevó a Cooper, Morlun, Anya y Cindy a luchar contra todo el ejército de infectados, mientras que el resto del equipo rescataba a los arácnidos que Shatra no podía infectar.